# Awashimaura
Awashimaura (jap. 粟島浦村 Awashimaura-mura) – wieś w Japonii, na wyspie Awashima, w prefekturze Niigata. Według danych na rok 2020 miejscowość zamieszkiwało 353 mieszkańców , a gęstość zaludnienia wyniosła 36,1 os./km².